# Антонова, Светлана Сергеевна
Светла́на Серге́евна Анто́нова (род. 10 декабря 1979, Москва, РСФСР, СССР) — российская актриса театра, кино, телевидения и дубляжа.
Актриса стала известна после исполнения роли в боевике «Охота на пиранью», снятом в 2006 году.

## Биография
Светлана Сергеевна Антонова родилась 10 декабря 1979 года в Москве. Отец — Сергей Александрович Антонов, военный. Мать — Галина Андреевна Антонова, преподаватель русского языка и литературы. Старшая сестра — Наталия Сергеевна Антонова (род. 12 марта 1974), актриса театра и кино.
В детстве Светлана восемь лет занималась плаванием.
После окончания средней школы собиралась пойти по маминым стопам и поступить на филологический факультет педагогического института, но удачный пример старшей сестры Наталии, на тот момент заканчивавшей обучение в театральном училище, подстегнул Светлану изменить свои планы. Подготовившись с помощью сестры к вступительным экзаменам, она успешно прошла все туры и поступила в то же самое училище.
В 2001 году окончила актёрский факультет Высшего театрального училища имени Б. В. Щукина (художественный руководитель курса — Юрий Вениаминович Шлыков).

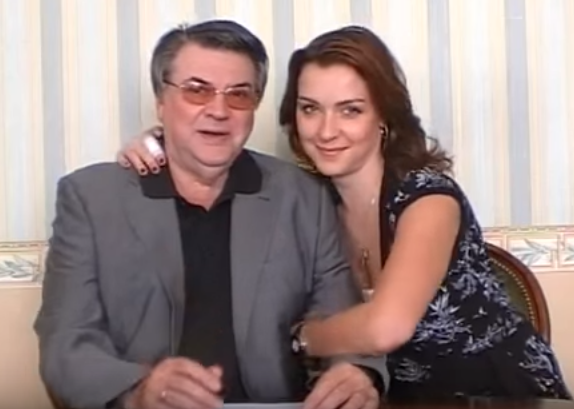
Александр Ширвиндт и Светлана Антонова 17 сентября 2010 года.

С 2001 года по 2011 год — актриса Московского академического театра сатиры.
С февраля по апрель 2004 года — соведущая Михаила Швыдкого в музыкальном телешоу «Песни XX века» на телеканале «Россия».
Активно снимается в кино и на телевидении.
Светлана Антонова увлекается живописью и фотографией.

## Личная жизнь
- Первый муж — Олег Владимирович Долин (род. 26 апреля 1981), актёр театра и кино, сын поэтессы, композитора и исполнительницы своих песен Вероники Долиной, младший брат журналиста и кинокритика Антона Долина. Светлана и Олег познакомились во время учёбы в Высшем театральном училище имени Б. В. Щукина. Прожили вместе около одиннадцати лет, после чего развелись[2].
  - Дочь — Мария (род. 24 июня 2004)[8][9].
- Второй муж — Александр Александрович Жигалкин (род. 1 февраля 1968), актёр, режиссёр, сценарист и продюсер.
  - Дочь — Таисия (род. 2012)[8][9].
  - Сын — Арсений (род. 8 апреля 2016)[8][9].
  - Дочь — Аглая (род. 3 мая 2021).

## Творчество

### Театральные работы
- «Яблочный вор» — Шура Дрозд
- «Секретарши» — возлюбленная начальника
- «Восемь любящих женщин» — Катрин
- «Орнифль» — Маргарита
- «Хозяйка гостиницы», реж. О. Субботина — Мирандолина
- «Ни сантима меньше!» — Вильда
- «Счастливцев-Несчастливцев» — поклонница
- «Идеальное убийство» — Мэри Селби, секретарша

### Фильмография
1. 2000 — Игра в любовь — продавщица видеокассет
2. 2001 — Гражданин начальник — Наталья, секретарь Фердолевского (серия № 11)
3. 2002 — Кодекс чести — Аня
4. 2003 — Вокзал — Оксана Панчук, кассирша по продаже железнодорожных билетов
5. 2003 – Евлампия Романова. Следствие ведёт дилетант –Таня Митепаш/Ксения Федина
6. 2004 — Пепел Феникса — Светлана Неверова
7. 2005 — Любовь моя — Анжела Райская
8. 2006 — Охота на пиранью — Ольга Хмельницкая, военный химик-биолог
9. 2007 — Знак судьбы — диктор
10. 2007 — Бухта пропавших дайверов — Алёна Шебаршина, любовница «Вьюги»
11. 2007 — Морской патруль — Марина Викторовна Заяц, прокурор, младший советник юстиции
12. 2007 — Свет мой — Света
13. 2007 — Деметра (короткометражка) — Деметра
14. 2008 — Мины в фарватере — Маргарита Кузьмицкая
15. 2008 — Монтекристо — Ольга Орлова, врач-травматолог
16. 2008 — Сумасшедшая любовь — Анастасия Стрельникова
17. 2009 — Морской патруль 2 — Марина Викторовна Заяц
18. 2009 — Детективное агентство «Иван да Марья» — Мария Алексеевна Зимина, напарница Ивана
19. 2009 — Грязная работа — Люба
20. 2010 — Тихий омут — Александра, безутешная вдова
21. 2010 — Улыбнись, когда плачут звёзды — Мария, подруга Анны
22. 2010 — Вербное воскресенье — Мария, жена Артура Никитина
23. 2010 — «Алиби» на двоих — Вера Николаевна Бархатова, следователь
24. 2011 — Московский фейерверк — Антон
25. 2011 — На крючке! — Амалия Волкова (Лиля)
26. 2011 — Нелюбимый — Вероника Сергеевна Маркина, врач
27. 2011 — Настоящие — Алла Андреевна Вестникова, руководительница пресс-центра Григория Томского
28. 2011 — Страховой случай — Маша
29. 2011 — Предсказание — Елена Анатольевна
30. 2011 — Ельцин. Три дня в августе — Татьяна Борисовна Дьяченко, младшая дочь Бориса Ельцина
31. 2012 — Самозванка — Марта / Ксюша, тренер в фитнес-клубе
32. 2012 — Эффект Богарне — Лидия Романовская-Богарне / Дарья Романовская-Богарне
33. 2013 — Мой белый и пушистый — Елена Семёнова
34. 2013 — Цветы зла — Ирина Николаевна Елисеева, полицейский психолог, мама Лены
35. 2014 — По лезвию бритвы — Лидия Лозинская («Лёля»)
36. 2014 — Серьёзные отношения — Галина
37. 2014 — Беспокойный участок — Татьяна Юрьевна Петрова, участковый уполномоченный полиции
38. 2014 — Чужое — Екатерина Колосова
39. 2014 — Не пара — Марина Антоновна Савельева, частный детектив
40. 2015 — Пансионат «Сказка», или Чудеса включены — Светлана
41. 2015 — 2016 — Молодёжка — Елизавета Андреевна Краснова, бывший врач хоккейного клуба «Титан», терапевт в поликлинике
42. 2015 — Сводные судьбы — Екатерина Полуянова, старшая дочь Роберта Шатова
43. 2016 — 2019 — Воронины — Симона Альбертовна Смирнова, руководитель медиахолдинга «Глобал Спорт Ньюс», начальница Кости (восемнадцатый—24 сезоны)
44. 2016 — Дело судьи Карелиной — Ирина Викторовна Карелина, судья
45. 2018 — Угрозы — Анастасия Латышева
46. 2018 — Доктор Котов — Рита
47. 2018 — Нужен мужчина — Майя, музейная работница
48. 2018 — Психология любви — Вероника Ливанова
49. 2019 — Последняя неделя — Люба
50. 2019 — Красавица и воры — Лера
51. 2019 — Курорт цвета хаки — Вера
52. 2020 — Новый сосед — Нина Сергеевна Молотова, жена Матвея
53. 2020 — Парижская тайна — Марина Журавлёва, адвокат
54. 2020 — Казанова — Наталья Петровна Баркина, главный экономист завода «КанАЗ» в Ереване, жена Станислава Юрьеича Баркина
55. 2022 — Высшая мера — Татьяна
56. 2022 — Валюша — Валентина
57. 2023 — Школа женского счастья — Катя Дымова
58. 2024 — Про мою маму и про меня

### Озвучивание и дубляж
1. 2009 — Папе снова 17 (дубляж) — Джейн Мастерсон, директор школы (роль Мелоры Хардин)